# Drosophila rubra
Drosophila rubra är en tvåvingeart som beskrevs av Alfred Sturtevant 1927. Drosophila rubra ingår i släktet Drosophila och familjen daggflugor.
Artens utbredningsområde är Filippinerna.